# Karolina Jupowicz
Karolina Jupowicz-Doroszewska (ur. 1976 w Warszawie) – polska tancerka warszawskiej sceny baletowej; od 2000 do 2018 pierwsza solistka Polskiego Baletu Narodowego.

## Życiorys
W 1986 rozpoczęła naukę w Państwowej Szkole Baletowej im. Romana Turczynowicza w Warszawie. Od 1991 do 1994 stypendystka Krajowego Funduszu na rzecz Dzieci. W latach 1991 i 1993 była laureatką II miejsca Ogólnopolskiego Konkursu Baletowego w Gdańsku, a w 1993 brała udział w I Międzynarodowym Konkursie Baletowym w Nagoi. W 1995 zdobyła I miejsce na Ogólnopolskim Konkursie Baletowym w Gdańsku. W 1995 ukończyła naukę w Państwowej Szkole Baletowej i została zatrudniona w zespole Baletu Teatru Wielkiego w Warszawie, rok później została jego solistką, a w 2000 pierwszą solistką, którą była do 2018.
W 1999 znalazła się w półfinale Międzynarodowego Konkursu Baletowego w Nagoi. Jest laureatką Nagrody im. Leona Schillera za 1999 za kreacje aktorską w balecie Panna Julia, przyznawanej przez Związek Aktorów Scen Polskich.
Występowała gościnnie w Operze Nova w Bydgoszczy jako Pani Twardowska w balecie Pan Twardowski.

## Najważniejsze role
Opracowano na podstawie materiału źródłowego

### Teatr Wielki – Opera Narodowa/Polski Balet Narodowy
- Kobieta z Werony w Romeo i Julii (choreografia Emil Wesołowski)
- Dama na balu w Chopinie, artyście romantycznym (choreografia Patrice Bart)
- Wróżka Beztroski w Śpiącej królewnie (choreografia Jurij Grigorowicz)
- Wróżka Brylantów w Śpiącej królewnie (choreografia Jurij Grigorowicz)
- Duet w Pocałunkach (choreografia Emil Wesołowski)
- Wróżka Lata w Kopciuszku (choreografia Frederick Ashton)
- Gamzatti w Bajaderze (choreografia Natalia Makarowa)
- Dolly w Annie Kareninie (choreografia Alexei Ratmansky)
- Nasza-Inna w I przejdą deszcze… (choreografia Krzysztof Pastor)
- Wybrana w Święcie wiosny (choreografia Wacław Niżyński / Millicent Hodson)
- Solistka Tańca Jota w Dziadku do orzechów (choreografia Toer van Schayk & Wayne Eagling)
- Śnieżynka-Solistka w Dziadku do orzechów (choreografia Toer van Schayk & Wayne Eagling)
- Matka Klary w Dziadku do orzechów (choreografia Toer van Schayk & Wayne Eagling)
- Stara Kobieta w Święcie wiosny (choreografia Wacław Niżyński / Millicent Hodson)
- Inna Osoba w Artifact Suite (choreografia William Forsythe)
- 1. Dziewczyna Uliczna w Poskromieniu złośnicy (choreografia John Cranko)

oraz inne partie solowe
- For a While (Jacek Tyski)
- Alpha Kryonia Xe (Jacek Przybyłowicz)
- W poszukiwaniu kolorów (kreacja, Jacek Tyski)
- In Light and Shadow (Krzysztof Pastor)
- Tristan (Krzysztof Pastor)
- Spacer (kreacja, Jacek Tyski)
- Święto wiosny (Emil Wesołowski)
- Trzecia symfonia Henryka Mikołaja Góreckiego (Krzysztof Pastor)
- Tylko miłość… (Sławomir Woźniak)
- Coś jakby (Mats Ek)
- Kilka krótkich sekwencji (kreacja, Jacek Przybyłowicz)
- Alpha Kryonia Xe (kreacja, Jacek Przybyłowicz)
- Petite Mort (Jiří Kylián)
- Trzecia symfonia „Pieśń o nocy” Karola Szymanowskiego (Jacek Przybyłowicz)